# یواس‌ان‌اس وایمن (تی-ای‌جی‌اس-۳۴)
یواس‌ان‌اس وایمن (تی-ای‌جی‌اس-۳۴) (به انگلیسی: USNS Wyman (T-AGS-34)) یک کشتی بود که طول آن ۲۸۶ فوت ۷ اینچ (۸۷٫۳۵ متر) بود. این کشتی در سال ۱۹۶۹ ساخته شد.